# Plagiothecium handelii
Plagiothecium handelii là một loài rêu trong họ Plagiotheciaceae. Loài này được Broth. mô tả khoa học đầu tiên năm 1929.